# Friedrich Pauly (Autor)

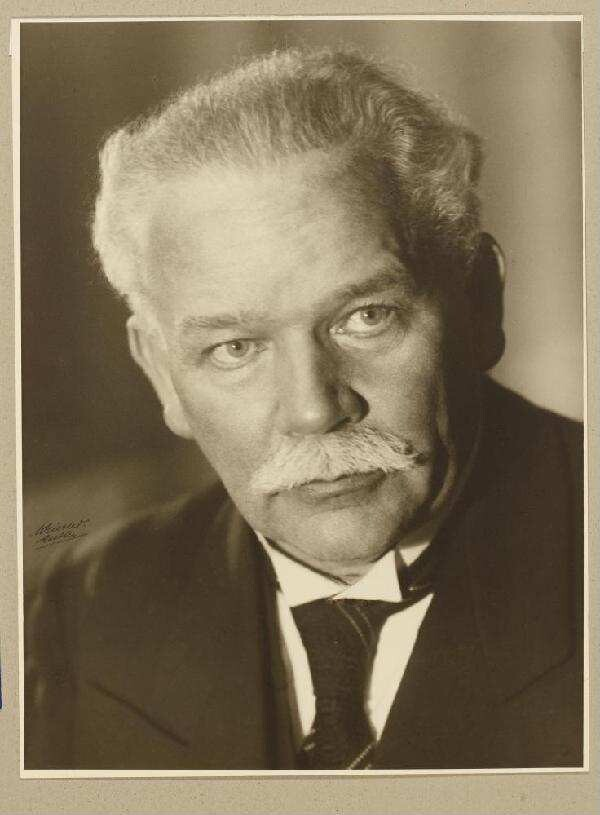
Friedrich Pauly

Friedrich Karl Pauly (* 10. Juni 1875 in Heide; † 10. September 1954 in Kiel) war ein deutscher Verwaltungsjurist, Autor und bekannter Übersetzer von überwiegend hochdeutscher und dänischer Literatur in den niederdeutschen Dialekt. Als Landrat des Kreises Süderdithmarschen initiierte und förderte er zahlreiche wichtige soziale und kulturelle Projekte in Schleswig-Holstein.

## Leben
Friedrich Karl Pauly wurde in Heide (Dithmarschen / Holstein) als Sohn des Juristen Carl Friedrich August Christian Pauly (1842–1900), des Herausgebers der Heider Zeitung, eines Vorläufers der heutigen Dithmarscher Landeszeitung, und der Hamburgerin Auguste Wilhelmine Friederike Siems (1854–1881) geboren. Er war das älteste von fünf Kindern. Seine vier Geschwister starben jung.
Nach dem Besuch des Realgymnasiums in Marne (Holstein) machte Friedrich Pauly eine Buchhandels- und Buchdruckerlehre, holte am Realgymnasium in Rendsburg das Abitur nach und entschied sich für ein Studium der Rechte, der Volkswirtschaft und Sozialwissenschaften. Geprägt wurde er in dieser Zeit von seinen Münchener Lehrern Lujo Brentano und Wilhelm Heinrich Riehl. Nach der ersten juristischen Prüfung unterbrach er seine Ausbildung, um die Buchdruckerei und den Zeitungsverlag der Familie in Heide bis zu deren Verkauf zu leiten, da sein Bruder, der das Geschäft übernommen hatte, unerwartet gestorben war. 1898 wurde er früh zum Vorsitzenden des überparteilichen Heider Kommunalvereins gewählt, welcher sich von dem älteren Bürgerverein abgespalten hatte, um Fragen der Stadtverwaltung politisch neutral behandeln zu können.
Später war er als Referendar und Assessor an diversen Orten in Schleswig-Holstein tätig. 1904 promovierte er in Rostock zum Dr. jur. mit der Arbeit Zession und Einkassierungsbevollmächtigung in rem suam. 1906 wurde er für 13 Monate als kommissarischer Bürgermeister in Westerland zur Sanierung der Stadtfinanzen eingesetzt. Von 1908 bis 1919 wirkte er als Stadtrat in Kiel, wo er u. a. das Unterstützungsamt, eine Abteilung des Büros für Kriegswohlfahrtspflege, leitete und sich als Stadtbaurat für den Denkmalschutz einsetzte.
Im November 1919 wurde Friedrich Pauly auf einstimmigen Beschluss des Kreistages zum Landrat für Süderdithmarschen ernannt. In dieser Funktion profilierte er sich zusammen mit dem Direktor des Flensburger Kunstgewerbemuseums Ernst Sauermann mit dem „Entwurf eines Kulturprogramms für Schleswig-Holstein“ (1920), einem innovativen kulturpolitischen Gesamtkonzept für das Land, das sich an den reformpädagogischen Ideen von Grundtvig und Kerschensteiner orientierte. Er engagierte sich in Dithmarschen u. a. im Bereich der Landgewinnung, des bevölkerungsnahen Wissenstransfers und der Bewahrung des kulturellen Erbes Schleswig-Holsteins, auch setzte er sich sehr für den Elektrizitätsverband, den Fürsorgeverband, den Sparkassenverband und die Landwirtschaftskammer ein. 
Früh erkannte der dem liberalen bürgerlichen Lager zuzurechnende Pauly die Bedrohung, die in Dithmarschen von den nationalkonservativen Kräften ausging, u. a. von der als überparteiliche Organisation getarnten AG Dithmarschen, einem mit dem Selbstschutzverband Orgesch verflochtenen Kreis. Sein Bericht vom 19. November 1920 an den Regierungspräsidenten diagnostiziert klarsichtig „eine gewisse Abkehr vom Staatsgedanken“ und eine unglückliche Eignung der AG, „den beklagenswerten Riß zwischen den bürgerlichen Parteien und der Sozialdemokratie nicht zu überbrücken, sondern in verhängnisvoller Weise zu erweitern.“ Der Historiker Martin Gietzelt betont Paulys nationalkonservative Haltung, sieht ihn als Unterstützer der AG Dithmarschen und nennt ihn in einem Zuge mit Ernst Kracht, seinem Nachfolger im Amt des Landrats. Ulrich Pfeil dagegen urteilt differenzierter, erkennt den deutlichen Abstand, der beide Männer trennt und betont Paulys Ablehnung nationalsozialistischer Ausschreitungen sowie seine äußerst kritische Beurteilung der AG Dithmarschen. Er verortet Pauly realistischer als Mann der Mitte, ja in seinen Anfängen sogar als Vertreter des Heider Linksliberalismus und des Fortschritts, geprägt von den Werten des freisinnigen Vaters und Zeitungsverlegers. Dennoch lastet er Pauly an, das Ausmaß der von der AG Dithmarschen ausgehenden Gefahr unterschätzt und ein Eingreifen der Regierung nicht für notwendig gehalten zu haben, sondern auf Abwarten, AG-internen Dissens und Überzeugung der Spitze gesetzt zu haben, wodurch der Ausbreitung demokratiefeindlichen Gedankenguts und der Mobilisierung entsprechender Kräfte Vorschub geleistet wurde. Pauly bezog jedoch eindeutig Stellung in der Öffentlichkeit, indem er eine Versammlung der SA verbot und dieses Verbot am 6. März 1929 im Heider Anzeiger publizierte mit dem Ziel, gerade denjenigen kaltblütig geplanten Zusammenstoß mit den Kommunisten zu verhindern, der später als Blutnacht von Wöhrden in die Geschichte eingegangen ist. Dadurch zog er sich den Hass eines Teils der Bevölkerung zu. 
1932 wurden die beiden Dithmarscher Landkreise aufgrund einer Notverordnung vorübergehend unter eine einheitliche Verwaltung gestellt, und Pauly musste das Landratsamt aufgeben zugunsten des linientreueren Deutschnationalen und späteren Nationalsozialisten Ernst Kracht, der ihm trotz mangelnder demokratischer Legitimation vorgezogen wurde.
Als Regierungsdirektor leitete Pauly dann bis zu seiner Pensionierung im Jahre 1940 das Oberversicherungsamt bei der Provinzialregierung in Schleswig. Am 12. Dezember 1937 hatte er die Aufnahme in die NSDAP beantragt und wurde rückwirkend zum 1. Mai desselben Jahres aufgenommen (Mitgliedsnummer 5.364.642). Am 20. August 1945 wurde seine Pensionszahlung von der Britischen Militärregierung aufgehoben. Dagegen wehrte er sich mit Schreiben vom 1. November 1945. Er sei nur unter Druck im Mai 1937 der NSDAP beigetreten und habe verhindert, dass 63 Krankenkassenbeamte gemäß dem Gesetz zur Wiederherstellung des Berufsbeamtentums entlassen worden seien. Zum 31. August 1946 gab die Militärregierung seinem Einspruch statt und nahm die Pensionszahlung wieder auf.
Er sprach plattdeutsch und dänisch und förderte das Dithmarscher Landesmuseum und die archäologische Landesaufnahme. Als vielfältig gebildeter Mann verfasste er auch historische Arbeiten. Nach seiner Pensionierung war er kulturell noch aktiv und Mitbegründer der Klaus-Groth-Gesellschaft. 1953 wurde Pauly Ehrenbürger der Stadt Heide. 1954 wurde er mit dem Bundesverdienstkreuz ausgezeichnet.

## Mitgliedschaften
- Gründer und erster Vorsitzender der Klaus-Groth-Gesellschaft
- Mitglied der Hebbel-Gesellschaft, Vorstand
- Mitglied der Theodor-Storm-Gesellschaft
- Mitglied des Eutiner Dichterkreises nach 1945
- Mitglied des Vereins für Dithmarscher Landeskunde, Vorstand
- Mitglied der Gesellschaft für Schleswig-Holsteinische Geschichte
- Mitglied des Deutschen Juristentages

## Werke (Auszug)
- Übersetzung von Wiben Peter von Carit Etlar ins Plattdeutsche, 1932
- Übersetzung von Moder un Kind von Friedrich Hebbel ins Plattdeutsche, 1950
- Mitwirkung an der Landesausgabe von Klaus Groth: Quickbornlieder, 1952

### Zu Schleswig-Holstein
- „Min lewe Landessprak, guden Dag“. In: Schleswig-Holsteinischer Kunstkalender 1916, S. 17–28. online [Digitalisat UB Heidelberg] https://digi.ub.uni-heidelberg.de/diglit/sh_kunstkalender1916/0039
- „Dithmarscher“. In: Dithmarschen, ein Heimatbuch, hrsg. Ernst Sauermann, Hamburg [u. a.]: Hartung, 1923, S. 59–70.
- „Literarisches Leben in Dithmarschen“. In: Dithmarschen, ein Heimatbuch, hrsg. Ernst Sauermann, Hamburg [u. a.]: Hartung, 1923, S. 105–109.
- „Ländliche Kulturpflege in Schleswig-Holstein“. In: Verhandlungen des 27. Schleswig-Holsteinischen Städtetages in Flensburg am 10. Oktober 1924 (8 S.)
- „Von Land und Leuten in Schleswig-Holstein“. In: Grenzland Schleswig: Aufsätze zur deutsch-dänischen Frage. Hrsg. von Hans Martin Johannsen. Crimmitschau, 1926. (Quellen und Studien zur Kunde des Grenz- und Auslanddeutschtums), S. 10–33.
- „Kulturpflege der Landkreise“. In: Die deutschen Landkreise. Bd. 1: Organisation und praktische Arbeit der Landkreise. Berlin-Friedenau: Deutscher Kommunal-Verlag, 1926, S. 1004–1026.
- „Deutsches Geistesleben in Schleswig-Holstein im Wandel der Zeiten“. In: Nordelbingen, 6, 1927, S. 62–82.
- „Die Weberei der Dithmarscher Museumswerkstätten in Meldorf“. In: Grenzschau: Mitteilungsblatt der Reichszentrale für Heimatdienst, Landesabteilung Schleswig-Holstein, 3. Jg., Nr. 10, Oktober 1927, S. 41–43.
- „Die Selbstverwaltung Süderdithmarschens von ihrer Entstehung bis zur Gegenwart.“ In: Jahrbuch des Vereins für Dithmarscher Landeskunde, 10, 1930, S. 71–77.
- „Dännemark un all de plattdütschen Lann.“ In: Nordelbingen, 8, 1930/31, S. 1–16. [Rede gehalten am 14. März 1929 in Flensburg zum Jahrestag der Abstimmungsfeier und wiederholt im Rundfunk am 10. Februar 1930 zur zehnjährigen Wiederkehr des Tages der Abstimmung um Nordschleswig]
- „Die Ehrenhalle im Dithmarscher Landesmuseum in Meldorf“. In: Nordelbingen, 8, 1930/31, S. 433–446.
- „Die alte Kirche in Schleswig-Holstein“. In: Nordelbingen, 10, 1934, S. 488–508.
- „Vom Schleswiger Hoftheater“. In: Aus Schleswig-Holsteins Geschichte und Gegenwart: Festschrift für Volquart Pauls, Neumünster, Wachholtz, 1950, S. 101–112.
- „Notsignale: vom Sinn der literarischen Gesellschaften“. In: Kunst in Schleswig-Holstein, 1, 1951, S. 183–186.
- „Der Gesamtstaat um 1820“. In: Festschrift für Otto Scheel: Beiträge zur deutschen und nordischen Geschichte. Schleswig: Ibbeken, 1952, S. 262–281. online https://dibiki.ub.uni-kiel.de/viewer/resolver?urn=urn:nbn:de:gbv:8:2-3591531
- „Wie die Schleswig-Holsteiner Goethe sahen“. In: Kunst in Schleswig-Holstein, 5, 1955, S. 143–160.
- „Rund um den Bungsberg - Ostholsteinische Familiengeschichten“. Teil I in: Jahrbuch für Heimatkunde Oldenburg / Ostholstein, 4, 1960, S. 98 ff.; Teil II in: 5, 1961, S. 164 ff.; Teil III in: 6, 1962, S. 110 ff.